# 梅田暁
梅田 暁（うめだ あきら）は、日本の実業家、株式会社大和総研専務取締役。

## 人物・経歴
1987年3月、立教大学経済学部卒業。同年4月、大和コンピューターサービス(現・大和総研)入社。
1989年、大和証券経済研究所、大和コンピューターサービス、大和システムサービスの3社が合併し、（旧）株式会社大和総研が設立。
2008年10月、会社分割による組織再編により、持株会社の大和総研ホールディングスと子会社の株式会社大和総研および株式会社大和総研ビジネス・イノベーションが設立される。
2016年12月、大和総研ビジネス・イノベーション常務執行役員・企業システムコンサルティング本部長、2021年4月、大和総研ホールディングス専務取締役兼大和総研ビジネス・イノベーション専務取締役を歴任。
2021年4月、大和総研ホールディングス、株式会社大和総研、大和総研ビジネス・イノベーションが合併し、新たな株式会社大和総研が発足し、同社専務取締役システム・コンサルティング管掌兼システム・コンサルティング第二本部長に就任。